# Territorio Antartico Sudafricano
Il South African National Antarctic Program (o SANAP) è il programma del governo sudafricano per la ricerca in Antartide.  Tre stazioni di ricerca rientrano in questo programma: la stazione di ricerca in Antartide SANAE IV e una stazione ciascuna sulle isole subantartiche Isola Gough e Isole del Principe Edoardo.

## Missione
La missione del Programma nazionale antartico sudafricano è quella di aumentare la comprensione dell'ambiente naturale e della vita nell'Antartico e nell'Oceano antartico attraverso la scienza e la tecnologia appropriate.